# Episodi di Julie Lescaut
Gli episodi della serie televisiva Julie Lescaut sono stati trasmessi in Francia su TF1 dal 1992 al 2014.
In Italia la serie è andata in onda in prima visione su Rai 2 da giugno 2004, per poi essere spostata dal 16 agosto 2007 su Rete 4.

## Prima stagione
| Nº | Titolo originale | Titolo italiano | Prima TV Francia | Prima TV Italia |
| -- | ---------------- | --------------- | ---------------- | --------------- |
| 1  | Julie Lescaut    | Julie Lescaut   | 9 gennaio 1992   |                 |

## Seconda stagione
| Nº | Titolo originale | Titolo italiano      | Prima TV Francia | Prima TV Italia |
| -- | ---------------- | -------------------- | ---------------- | --------------- |
| 1  | Police des viols | Poliziotto violatore | 6 maggio 1993    |                 |
| 2  | Harcèlements     | Molestie             | 3 giugno 1993    |                 |
| 3  | Trafics          | Traffici             | 7 ottobre 1993   |                 |

## Terza stagione
| Nº | Titolo originale         | Titolo italiano         | Prima TV Francia | Prima TV Italia |
| -- | ------------------------ | ----------------------- | ---------------- | --------------- |
| 1  | Ville haute, ville basse | Città alta, città bassa | 6 gennaio 1994   |                 |
| 2  | Rapt                     | Abduzione               | 3 febbraio 1994  |                 |
| 3  | La Mort en rose          | La morte in rosa        | 3 marzo 1994     |                 |
| 4  | Tableau noir             | Lavagna nera            | 5 maggio 1994    |                 |
| 5  | Ruptures                 | Rotture                 | 9 giugno 1994    |                 |
| 6  | L'Enfant témoin          | Il bambino testimone    | 3 ottobre 1994   |                 |
| 7  | Charité bien ordonnée    | Carità ben ordinata     | 31 ottobre 1994  |                 |

## Quarta stagione
| Nº | Titolo originale      | Titolo italiano      | Prima TV Francia | Prima TV Italia |
| -- | --------------------- | -------------------- | ---------------- | --------------- |
| 1  | Rumeurs               | Voci                 | 16 febbraio 1995 |                 |
| 2  | Week-end              | Week-end             | 30 marzo 1995    |                 |
| 3  | Recours en grâce      | Ricorso in grazia    | 30 marzo 1995    |                 |
| 4  | La fiancée assassinée | La sposa assassinata | 18 maggio 1995   |                 |
| 5  | Double rousse         | Doppio rosso         | 19 ottobre 1995  |                 |
| 6  | Bizutage              | Stranezze            | 23 novembre 1995 |                 |

## Quinta stagione
| Nº | Titolo originale       | Titolo italiano         | Prima TV Francia | Prima TV Italia |
| -- | ---------------------- | ----------------------- | ---------------- | --------------- |
| 1  | Propagande noire       | Propaganda nera         | 29 febbraio 1996 |                 |
| 2  | Crédit revolver        | Revolver a credito      | 28 marzo 1996    |                 |
| 3  | La Fête des mères      | La festa delle madri    | 25 aprile 1996   |                 |
| 4  | Femmes en danger       | Il pericolo delle donne | 3 ottobre 1996   |                 |
| 5  | Le Secret des origines | I segreti delle origini | 7 novembre 1996  |                 |

## Sesta stagione
| Nº | Titolo originale       | Titolo italiano             | Prima TV Francia  | Prima TV Italia |
| -- | ---------------------- | --------------------------- | ----------------- | --------------- |
| 1  | Travail fantôme        | Lavoro fantasma             | 13 marzo 1997     |                 |
| 2  | Abus de pouvoir        | Abuso di potere             | 17 aprile 1997    |                 |
| 3  | Cellules mortelles     | Cellule mortali             | 25 settembre 1997 |                 |
| 4  | Mort d'un petit soldat | Morte di un piccolo soldato | 23 ottobre 1997   |                 |
| 5  | Question de confiance  | Questione di fiducia        | 20 novembre 1997  |                 |

## Settima stagione
| Nº | Titolo originale   | Titolo italiano         | Prima TV Francia  | Prima TV Italia |
| -- | ------------------ | ----------------------- | ----------------- | --------------- |
| 1  | Les Fugitives      | I fuggitivi             | 16 aprile 1998    |                 |
| 2  | Bal masqué         | Ballo in maschera       | 24 settembre 1998 |                 |
| 3  | Piège pour un flic | Trappola per uno sbirro | 26 novembre 1998  |                 |

## Ottava stagione
| Nº | Titolo originale   | Titolo italiano        | Prima TV Francia | Prima TV Italia |
| -- | ------------------ | ---------------------- | ---------------- | --------------- |
| 1  | Arrêt de travail   | Sospensione del lavoro | 18 febbraio 1999 |                 |
| 2  | Interdit au public | Interdetto al pubblico | 29 aprile 1999   |                 |
| 3  | L'affaire Darzac   | La faccenda Darzac     | 28 ottobre 1999  |                 |

## Nona stagione
| Nº | Titolo originale           | Titolo italiano           | Prima TV Francia  | Prima TV Italia |
| -- | -------------------------- | ------------------------- | ----------------- | --------------- |
| 1  | L'école du crime           | La scuola del crimine     | 17 febbraio 2000  |                 |
| 2  | Délit de justice           | Delitto della giustizia   | 23 marzo 2000     |                 |
| 3  | Les Surdoués               | I superdotati             | 27 aprile 2000    |                 |
| 4  | L'Inconnue de la nationale | L'incognita della statale | 25 maggio 2000    |                 |
| 5  | L'ex de Julie              | L'ex di Julie             | 31 agosto 2000    |                 |
| 6  | Destins croisés            | Destini incrociati        | 28 settembre 2000 |                 |
| 7  | La Mort de Jeanne          | La morte di Jeanne        | 26 ottobre 2000   |                 |
| 8  | Soupçon d'euthanasie       | Sospetto di eutanasia     | 30 novembre 2000  |                 |

## Decima stagione
| Nº | Titolo originale       | Titolo italiano      | Prima TV Francia | Prima TV Italia |
| -- | ---------------------- | -------------------- | ---------------- | --------------- |
| 1  | Le Secret de Julie     | Il segreto di Julie  | 15 marzo 2001    |                 |
| 2  | La Nuit la plus longue | La notte più lunga   | 19 aprile 2001   |                 |
| 3  | À couteaux tirés       | Un coltello tagliato | 3 maggio 2001    |                 |
| 4  | Beauté fatale          | Bellezza fatale      | 31 maggio 2001   |                 |
| 5  | Disparitions           | Scomparsi            | 5 luglio 2001    |                 |
| 6  | Récidive               | Ricaduta             | 18 ottobre 2001  |                 |

## Undicesima stagione
| Nº | Titolo originale          | Titolo italiano         | Prima TV Francia | Prima TV Italia |
| -- | ------------------------- | ----------------------- | ---------------- | --------------- |
| 1  | Une jeune fille en danger | Una ragazza in pericolo | 2 maggio 2002    |                 |
| 2  | Amour blessé              | Amore ferito            | 4 luglio 2002    |                 |
| 3  | Jamais deux sans trois    | Mai due senza tre       | 5 settembre 2002 |                 |

## Dodicesima stagione
| Nº | Titolo originale      | Titolo italiano        | Prima TV Francia | Prima TV Italia |
| -- | --------------------- | ---------------------- | ---------------- | --------------- |
| 1  | La Tentation de Julie | La tentazione di Julie | 2003             |                 |
| 2  | Le Voyeur             | Il guardone            | 2003             |                 |
| 3  | Soupçons              | Sospetti               | 2003             | 16 agosto 2007  |
| 4  | Pirates               | Pirati                 | 2003             |                 |
| 5  | Hors-la-loi           | Hors-la-loi            | 2003             |                 |
| 6  | Vengeances            | Vendette               | 2003             |                 |

## Tredicesima stagione
| Nº | Titolo originale                   | Titolo italiano                  | Prima TV Francia | Prima TV Italia |
| -- | ---------------------------------- | -------------------------------- | ---------------- | --------------- |
| 1  | Un homme disparaît                 | Un uomo sparito                  | 26 febbraio 2004 |                 |
| 2  | Un meurtre peut en cacher un autre | Un morto può nascondere un altro | 25 marzo 2004    |                 |
| 3  | Secrets d'enfants                  | Segreti di bambini               | 3 giugno 2004    |                 |
| 4  | Affaire privée                     | Affare privato                   | 9 settembre 2004 |                 |
| 5  | Sans pardon                        | Senza perdono                    | 16 maggio 2004   |                 |
| 6  | L'Affaire Lerner                   | L'affare Lerner                  | 28 ottobre 2004  |                 |
| 7  | Le Mauvais Fils                    | Il figlio sbagliato              | 24 giugno 2004   | 29 luglio 2009  |
| 8  | L'Orphelin                         | L'orfano                         | 9 settembre 2004 | 5 agosto 2009   |
| 9  | Double vie                         | Doppia vita                      | 18 novembre 2004 | 19 agosto 2009  |

## Quattordicesima stagione
| Nº | Titolo originale  | Titolo italiano     | Prima TV Francia  | Prima TV Italia   |
| -- | ----------------- | ------------------- | ----------------- | ----------------- |
| 1  | Mission spéciale  | Missione speciale   | 16 gennaio 2005   | 12 agosto 2009    |
| 2  | Justice est faite | Giustizia è fatta   | 1º settembre 2005 | 26 agosto 2009    |
| 3  | Frères d'armes    | Amore fraterno      | 25 settembre 2005 | 2 settembre 2009  |
| 4  | Faux semblants    | Schizofrenia        | 16 ottobre 2005   | 9 settembre 2009  |
| 5  | Instinct paternel | Istinto paterno     | 27 novembre 2005  | 16 settembre 2009 |
| 6  | Une affaire jugée | Un caso giudiziario | 27 dicembre 2005  | 23 settembre 2009 |

## Quindicesima stagione
| Nº | Titolo originale       | Titolo italiano             | Prima TV Francia | Prima TV Italia   |
| -- | ---------------------- | --------------------------- | ---------------- | ----------------- |
| 1  | Dangereuses rencontres | Incontri pericolosi         | 12 gennaio 2006  | 30 settembre 2009 |
| 2  | Le droit de tuer       | Diritto d'uccidere          | 8 ottobre 2006   | 12 ottobre 2009   |
| 3  | L'affaire du procureur | La faccenda del procuratore | 2006             |                   |

## Sedicesima stagione
| Nº | Titolo originale  | Titolo italiano | Prima TV Francia | Prima TV Italia |
| -- | ----------------- | --------------- | ---------------- | --------------- |
| 1  | Ecart de conduite | Delitto d'amore | 25 febbraio 2007 | 19 ottobre 2009 |
| 2  | Une nouvelle vie  | Una nuova vita  | 15 marzo 2007    | 26 ottobre 2009 |

## Diciassettesima stagione
| Nº | Titolo originale       | Titolo italiano      | Prima TV Francia | Prima TV Italia |
| -- | ---------------------- | -------------------- | ---------------- | --------------- |
| 1  | Julie à Paris          | Julie a Parigi       | 28 febbraio 2008 | 2 novembre 2009 |
| 2  | Défendre jusqu'au bout | Difesa ad oltranza   | 10 aprile 2008   | 9 novembre 2009 |
| 3  | Prédateurs             | Predatori            | 2 ottobre 2008   | 27 luglio 2012  |
| 4  | Alerte Enlèvement      | Sequestro di persona | 13 novembre 2008 | 3 agosto 2012   |

## Diciottesima stagione
| Nº | Titolo originale  | Titolo italiano         | Prima TV Francia | Prima TV Italia |
| -- | ----------------- | ----------------------- | ---------------- | --------------- |
| 1  | Fragiles          | Fragile, troppo fragile | 8 gennaio 2009   | 10 agosto 2012  |
| 2  | Volontaires       | Volontari               | 5 marzo 2009     | 17 agosto 2012  |
| 3  | Les intouchables  | Colletti bianchi        | 3 settembre 2009 | 24 agosto 2012  |
| 4  | Passions aveugles | Passione cieca          | 12 novembre 2009 | 31 agosto 2012  |

## Diciannovesima stagione
| Nº | Titolo originale   | Titolo italiano     | Prima TV Francia | Prima TV Italia |
| -- | ------------------ | ------------------- | ---------------- | --------------- |
| 1  | La morte invisible | La morte invisibile | 14 gennaio 2010  | 12 luglio 2013  |
| 2  | Contre la montre   | Contro il tempo     | 18 febbraio 2010 | 18 luglio 2013  |
| 3  | Rédemption         | Redenzione          | 18 marzo 2010    | 25 luglio 2013  |

## Ventesima stagione
| Nº | Titolo originale           | Titolo italiano | Prima TV Francia | Prima TV Italia |
| -- | -------------------------- | --------------- | ---------------- | --------------- |
| 1  | Immunité diplomatique      |                 | 6 gennaio 2011   |                 |
| 2  | Sortie de Seine            |                 | 13 gennaio 2011  |                 |
| 3  | La mariée du Pont Neuf     |                 | 2 giugno 2011    |                 |
| 4  | Faux coupable              |                 | 1º dicembre 2011 |                 |
| 5  | Pour solde de tous comptes |                 | 8 dicembre 2011  |                 |
| 6  | Les risques du métier      |                 | 15 dicembre 2011 |                 |

## Ventunesima stagione
| Nº | Titolo originale          | Titolo italiano | Prima TV Francia | Prima TV Italia |
| -- | ------------------------- | --------------- | ---------------- | --------------- |
| 1  | Pauvre petite fille riche |                 | 5 gennaio 2012   |                 |
| 2  | Cougar                    |                 | 6 dicembre 2012  |                 |
| 3  | L'aveu                    |                 | 13 dicembre 2012 |                 |
| 4  | Sortez                    |                 | 20 dicembre 2012 |                 |

## Ventiduesima stagione
| Nº | Titolo originale        | Titolo italiano | Prima TV Francia | Prima TV Italia |
| -- | ----------------------- | --------------- | ---------------- | --------------- |
| 1  | Les disparus            |                 | 8 settembre 2012 |                 |
| 2  | L'ami perdu             |                 | 8 gennaio 2013   |                 |
| 3  | Tragédie                |                 | 16 gennaio 2014  |                 |
| 4  | Plus dure sera la chute |                 | 23 gennaio 2014  |                 |